# G5 Entertainment
G5 Entertainment är ett svenskt noterat spelbolag som utvecklar och publicerar spel för mobiltelefoner och surfplattor. Spelen publiceras primärt på de fyra stora mobilplattformarna, Apples App store, Google Play, Windows Store och Amazon App Store. G5 Entertainment fokuserar på en målgrupp av kvinnliga spelare i åldern 35+. Bolaget utvecklar och förlägger spel bland annat inom kategorierna: Hidden Object, Puzzle samt Time Management. Under 2017 publicerades även spelet Pirates & Pearls vilket är bolagets första Match3-spel.
Bolaget grundades 2001 av Vlad Suglobov, Sergey Shults och Alexander Tabunov som alla fortfarande är verksamma i bolaget och äger mellan 6 och 7 procent var i bolaget. G5 börsintroducerades via ett nytt svenskt moderbolag, först på NGM:s lista Nordic-MTF, flyttade under 2008 till Aktietorget och 2014 flyttade bolaget till Nasdaq OMX Nordic. 
Utöver den nyemission som gjordes vid börsintroduktionen gjordes nyemissioner 2008, 2012 och 2013. Syftet var att i högre grad utveckla egna spel och applikationer.
Bolaget bedriver verksamhet i Stockholm (huvudkontor), San Francisco (marknadsföring), Malta (utveckling och licensiering) samt utvecklingskontoren i Moskva, Kaliningrad och Charkiv (Ukraina). Bolaget har sedan 2017 även ett mindre utvecklingskontor i Lviv (Ukraina).  